# Функция Гёделя
Функция Геделя — функция, применяющаяся в теории алгоритмов для облегчения нумерации множеств натуральных чисел.

## Определение
Функцией Геделя {\displaystyle \Gamma (x,y)} называется выражение:
{\displaystyle \Gamma (x,y)=rest(l(x),1+(y+1)r(x))} , где
{\displaystyle l(n),r(n)} - левый и правый члены пары с номером {\displaystyle n} канторовского перечисления пар натуральных чисел,
{\displaystyle rest(x,y)} - остаток от деления {\displaystyle x} на {\displaystyle y}.

## Свойства
- Функция Геделя примитивно рекурсивна.
- Какова бы ни была конечная последовательность натуральных чисел {\displaystyle a_{0},a_{1},...,a_{n}}, система уравнений

{\displaystyle \Gamma (x,0)=a_{0},\Gamma (x,1)=a_{1},...,\Gamma (x,n)=a_{n}} имеет по меньшей мере одно решение.